# Trustin van 't Loo
Trustin van 't Loo (Lelystad, 25 mei 2004) is een Nederlands voetballer die als aanvaller voor sc Heerenveen speelt.

## Carrière
Trustin van 't Loo speelde in de jeugd van VV Unicum en sc Heerenveen, waar hij in 2021 een contract tot medio 2024 tekende. Hij debuteerde in het eerste elftal van Heerenveen in de Eredivisie op 5 februari 2022, in de met 2-0 verloren uitwedstrijd tegen Fortuna Sittard. Hij kwam in de 67e minuut in het veld voor Anthony Musaba.

### Statistieken
| Seizoen                       | Club           | Land           | Competitie     | Competitie | Competitie | Beker | Beker | Totaal | Totaal |
| Seizoen                       | Club           | Land           | Competitie     | Wed.       | Dlp.       | Wed.  | Dlp.  | Wed.   | Dlp.   |
| ----------------------------- | -------------- | -------------- | -------------- | ---------- | ---------- | ----- | ----- | ------ | ------ |
| 2021/22                       | sc Heerenveen  | Nederland      | Eredivisie     | 1          | 0          | 0     | 0     | 1      | 0      |
| Carrièretotaal                | Carrièretotaal | Carrièretotaal | Carrièretotaal | 1          | 0          | 0     | 0     | 1      | 0      |
| Bijgewerkt op 8 november 2022 |                |                |                |            |            |       |       |        |        |